# Greatest Hits (Gloria Estefan)
Greatest Hits è un album raccolta della cantante cubano-statunitense Gloria Estefan, pubblicato nel 1992.

## Tracce

### Versione nordamericana
1. Conga – 4:15
2. Words Get In The Way – 3:28
3. Can't Stay Away from You – 3:56
4. 1-2-3 (Remix) – 3:34
5. Rhythm Is Gonna Get You – 3:56
6. Anything For You – 4:02
7. Here  We Are – 4:49
8. Get On Your Feet – 3:38
9. Don't Wanna Lose You – 4:09
10. Coming Out Of The Dark – 4:03
11. Christmas Through Your Eyes – 4:52
12. I See Your Smile – 4:58
13. Go Away – 4:17
14. Always Tomorrow – 4:51

### Versione internazionale
1. Dr. Beat – 4:23
2. Conga – 4:15
3. Words Get In The Way – 3:28
4. Can't Stay Away From You – 3:56
5. Bad Boy (Remix) – 3:45
6. 1-2-3 (Remix) – 3:34
7. Anything For You – 4:02
8. Here  We Are – 4:49
9. Rhythm Is Gonna Get You – 3:56
10. Get On Your Feet – 3:38
11. Don't Wanna Lose You – 4:09
12. Coming Out Of The Dark – 4:03
13. Christmas Through Your Eyes – 4:52
14. I See Your Smile – 4:58
15. Go Away – 4:17
16. Always Tomorrow – 4:51

## Classifiche
| Paese         | Posizione più alta |
| ------------- | ------------------ |
| Australia     | 21                 |
| Austria       | 39                 |
| Canada        | 53                 |
| Germania      | 28                 |
| Norvegia      | 18                 |
| Nuova Zelanda | 9                  |
| Paesi Bassi   | 10                 |
| Regno Unito   | 2                  |
| Stati Uniti   | 15                 |
| Svizzera      | 24                 |